# Caroní Arena
Caroní Arena o Caroni-Arena Dam es la presa más grande y un lago artificial del país caribeño de Trinidad y Tobago. Se encuentra ubicado en la Reserva Forestal Arena, al sur de la localidad de Arima, en los llanos orientales de Caroní o Caroni Plains. La Autoridad de Agua y Alcantarillado suministra agua a las zonas del centro de Trinidad mediante la purificación del agua de la presa. Fue inaugurada en los años 70, casi empezando los 80.